# Opus Eponymous
Az Opus Eponymous a svéd metalegyüttes, a Ghost első stúdióalbuma, ami 2010. október 18-án jelent meg Svédországban, 2011. január 18-án Észak-Amerikában, Japánban pedig 2011. április 6-án. A japán kiadásban szerepel egy Beatles-feldolgozás bónuszként.
9 dalt tartalmaz mindössze, amelyek együtt összesen 34 perc és 41 másodperc hosszúak.

## Dalok
1. Deus Culpa – 01:34
2. Con Clavi con Dio – 03:31
3. Ritual – 04:28
4. Elizabeth – 04:01
5. Stand by Him – 03:55
6. Satan Prayer – 04:36
7. Death Knell – 04:34
8. Prime Mover – 03:53
9. Genesis – 04:03